# Technics
 (décembre 2017).
Si vous disposez d'ouvrages ou d'articles de référence ou si vous connaissez des sites web de qualité traitant du thème abordé ici, merci de compléter l'article en donnant les références utiles à sa vérifiabilité et en les liant à la section « Notes et références ».
Technics est une marque japonaise de matériel électronique haut de gamme, de matériels HiFi, ainsi que d'instruments de musique créée par Panasonic Corporation (ex-Matsushita) en 1965.

## Description
Technics fut originellement créée pour représenter le segment haut de gamme des équipements audio chez Matsushita. De nombreux produits étaient commercialisés, tels que des tourne-disques, des amplificateurs, des tuners, des enregistreurs cassettes et des lecteurs CD. Depuis 2002, la plupart de ces produits sont commercialisés sous la marque Panasonic. Seuls les équipements de DJ et les pianos électriques sont encore commercialisés sous la marque Technics. 
La réputation de la marque est en partie due à un modèle de tourne-disques : la SL-1200 MK2, qui équipe de nombreuses discothèques à travers le monde.
La production de Technics, arrêtée en 2010, reprend en 2014 pour les enceintes et amplificateurs, et en 2015 pour les platines haut de gamme, où ses concurrents japonais Sony ou Pioneer (dont l'activité des platines est contrôlée par le fonds américain KKR) ont prospéré en son absence.

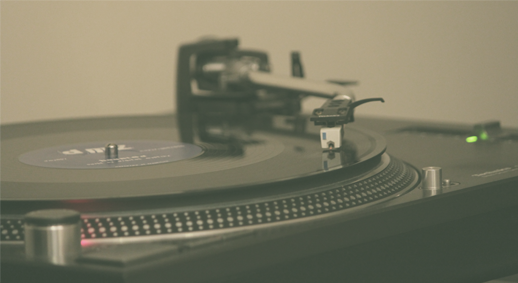
Platine disque vinyle
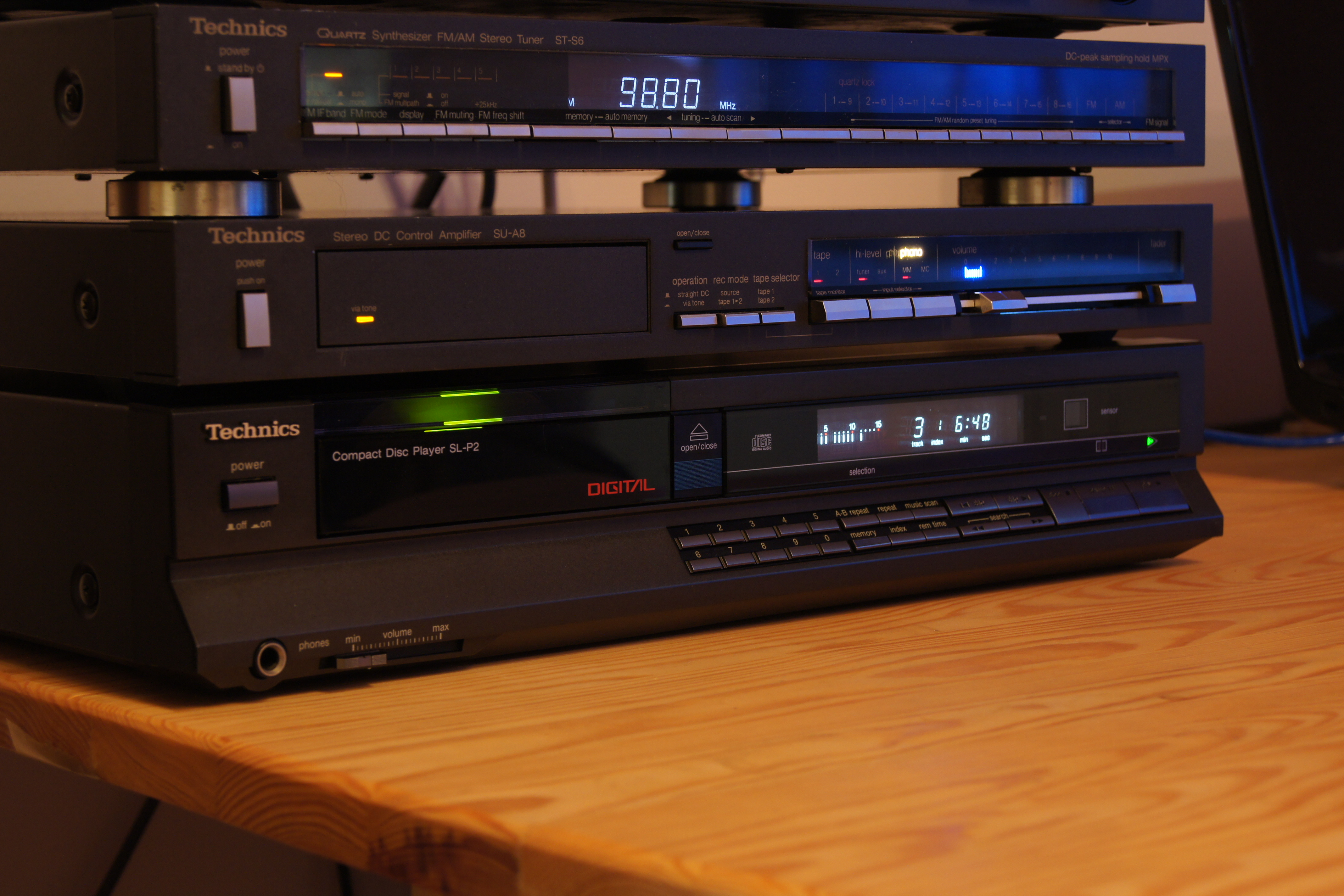
Éléments séparés Technics
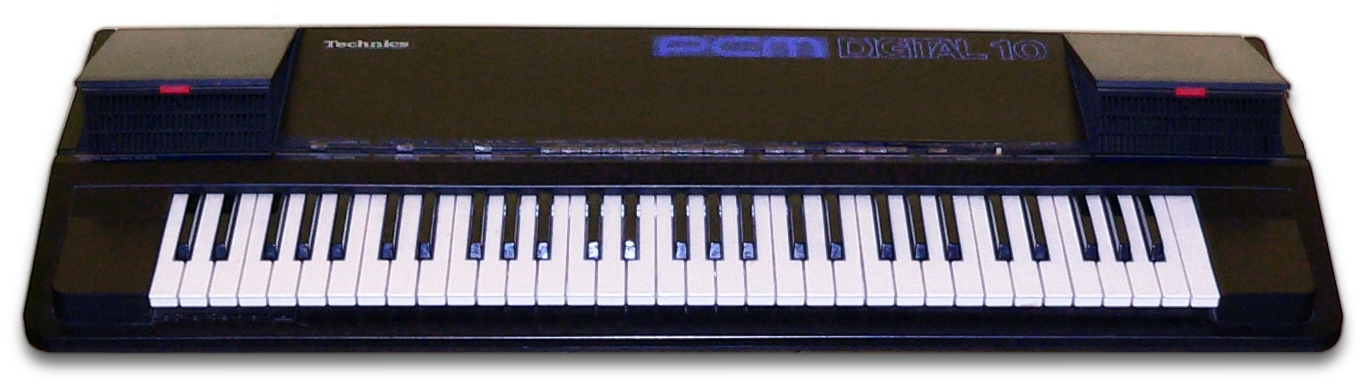
Clavier numérique Technics